# دهستان قراتوره
دهستان قراتوره نام دهستانی در بخش مرکزی شهرستان دیواندره، استان کردستان در ایران است. براساس سرشماری مرکز آمار ایران در سال ۱۳۸۵، جمعیت آن ۹۳۶۸ نفر (۱۸۸۸ خانوار) بوده‌است.